# Antonio Vila-Coro
Antonio Vila-Coro Nadal (Madrid, 12 luglio 1895 – Barcellona, 13 gennaio 1977) è stato un pallanuotista spagnolo.
Ha fatto parte della Spagna che ha partecipato al torneo di pallanuoto ai Giochi di Anversa 1920.